# 伊予中山駅
伊予中山駅（いよなかやまえき）は、愛媛県伊予市中山町中山にある四国旅客鉄道（JR四国）予讃線の駅である。駅番号はU08。

## 歴史
隣の伊予大平駅との間に、JR四国では最長の犬寄トンネル（6,012m）がある。
駅開業時は特急停車駅となっていたが、駅が市街地から大きく離れた山間に位置しており利用客が少なかったこともあり、現在当駅に停車する特急列車は上下合わせて7本のみとなっている。なお、特急停車駅であることを前提に建設されたため、ホーム有効長は8両分が確保されている。

### 年表
- 1986年（昭和61年）3月3日：日本国有鉄道の駅として開業[3]。
- 1987年（昭和62年）4月1日：国鉄分割民営化により、JR四国の駅となる[3]。
- 2021年（令和3年）3月：簡易委託解除。無人駅化。

## 駅構造
相対式ホーム2面2線を有する地上駅で、駅舎側の1番線が副本線、2番線が1線スルーの通過線（速度制限無し）となっている。
2021年3月まで隣接する「中山町特産品センター」にて簡易委託による乗車券発売を行っていた。

### のりば
| のりば | 路線    | 方向 | 行先                       |
| ------ | ------- | ---- | -------------------------- |
| 1・2   | ■予讃線 | 上り | 伊予市・松山・今治方面     |
| 1・2   | ■予讃線 | 下り | 内子・伊予大洲・宇和島方面 |

- 2番のりばは朝の伊予大洲行き1本のみ使用。他は全て1番のりばから発着。

## 駅周辺
伊予市中山町（旧伊予郡中山町）の市街地北端に当たる。
- 中山町特産品センター（駅に隣接）
- 伊予市役所中山地域事務所（旧中山町役場） - 当駅から南へ700メートル
- 中山町商店街 - 当駅から南へ700メートル
- 愛媛県立伊予農業高等学校特用林産科（旧愛媛県立中山高等学校） - 当駅から南へ700メートル
- 国道56号

## 利用状況
- 伊予中山駅の利用状況の変遷を下表に示す[5]。
  - 輸送実績（乗降人員）の単位は人であり、年度での総計値を示す[5]。
  - 表中、最高値を赤色で、最高値を記録した年度以降の最低値を青色で、最高値を記録した年度以前の最低値を緑色で表記している。

| 年 度              | 当駅分輸送実績（乗降人員）：人／年度 | 当駅分輸送実績（乗降人員）：人／年度 | 当駅分輸送実績（乗降人員）：人／年度 | 当駅分輸送実績（乗降人員）：人／年度 | 当駅分輸送実績（乗降人員）：人／年度 | 特 記 事 項 |
| ------------------ | ------------------------------------ | ------------------------------------ | ------------------------------------ | ------------------------------------ | ------------------------------------ | ----------- |
| 年 度              | 通勤定期                             | 通学定期                             | 定期外                               | 合 計                                | 一日平均乗降人員                     | 特 記 事 項 |
| 2005年（平成17年） | 157,680                              | ←←←←                                 | 29,930                               | 187,610                              | 514                                  |             |
| 2006年（平成18年） | 149,650                              | ←←←←                                 | 31,390                               | 181,040                              | 496                                  |             |
| 2007年（平成19年） | 140,544                              | ←←←←                                 | 30,744                               | 171,288                              | 468                                  |             |
| 2008年（平成20年） | 139,430                              | ←←←←                                 | 29,200                               | 168,630                              | 462                                  |             |
| 2009年（平成21年） | 133,590                              | ←←←←                                 | 23,360                               | 156,950                              | 430                                  |             |
| 2010年（平成22年） |                                      | ←←←←                                 |                                      |                                      |                                      |             |
| 2011年（平成23年） |                                      |                                      |                                      |                                      | 364                                  |             |
| 2012年（平成24年） |                                      |                                      | 21,960                               | 122,244                              | 364                                  |             |
| 2013年（平成25年） |                                      |                                      | 20,440                               | 113,150                              | 310                                  |             |
| 2014年（平成26年） |                                      |                                      | 18,980                               | 97,820                               | 268                                  |             |
| 2015年（平成27年） |                                      |                                      | 18,980                               | 86,870                               | 238                                  |             |
| 2016年（平成28年） |                                      |                                      | 16,836                               | 80,520                               | 221                                  |             |

## 隣の駅
※当駅に一部が停車する特急「宇和海」の隣の停車駅は列車記事を参照のこと。
四国旅客鉄道（JR四国）
■予讃線
伊予大平駅 (U07) - 伊予中山駅 (U08) - 伊予立川駅 (U09)